# Schizma bazylejska
Schizma bazylejska – wewnętrzny rozłam jaki przebył Kościół katolicki trwający w latach 1431-1449.
Przyczyną schizmy były spory doktrynalne wokół sprawy najwyższej władzy w kościele: większość biskupów uważała, że Sobór Powszechny posiada autorytet wyższy od papieża (koncyliaryzm). Stanowisko odmienne reprezentował ówczesny papież, Eugeniusz IV, według którego Biskup Rzymu, czyli papież, jako następca świętego Piotra Apostoła posiada władzę nad wszystkimi innymi biskupami katolickimi.
23 lipca 1431 roku w Bazylei rozpoczął obrady XVII katolicki sobór powszechny znany jako Sobór Bazylea-Ferrara-Florencja, ponieważ sobór zwołano bez wiedzy i zgody Eugeniusza IV papież zakwestionował legalność zgromadzenia. Po kilkukrotnej zmianie miejsca obrad: z Bazylei na Ferrarę, następnie z Ferrary na Florencję Ojcowie soborowi uchwalili dogmat według którego: sobór jest autorytetem wyższym niż papież, papież nie ma prawa rozwiązywać, ani odraczać sesji soboru, kto łamie założenia tego dogmatu, zostaje uznany za heretyka i ekskomunikowany. Eugeniusz IV potępił założenia biskupów, wobec czego ci okrzyknęli papieża heretykiem i zdetronizowali. Detronizacja miała miejsce w roku 1438, natomiast rok później odbyło się soborowe konklawe, podczas którego 5 listopada 1439 roku wybrany został antypapież obediencji bazylejskiej. Został nim książę Sabaudii Amadeusz VIII, który przybrał imię Feliks V. Kres schizmie położyła w 1447 śmierć papieża Eugeniusza. Wybrany na jego następcę kardynał Tommaso Parentucelli, który przyjął imię Mikołaj V w 1449 roku skłonił Feliksa V do tego, by ten odwołał klątwy rzucone na Eugeniusza IV i wyrzekł się pretensji do tronu papieskiego. Gdy abdykacja antypapieża Feliksa stała się faktem, sobór wybrał na nowego papieża urzędującego już Mikołaja V, po czym rozwiązał się.